# Josep Dunyach i Sala

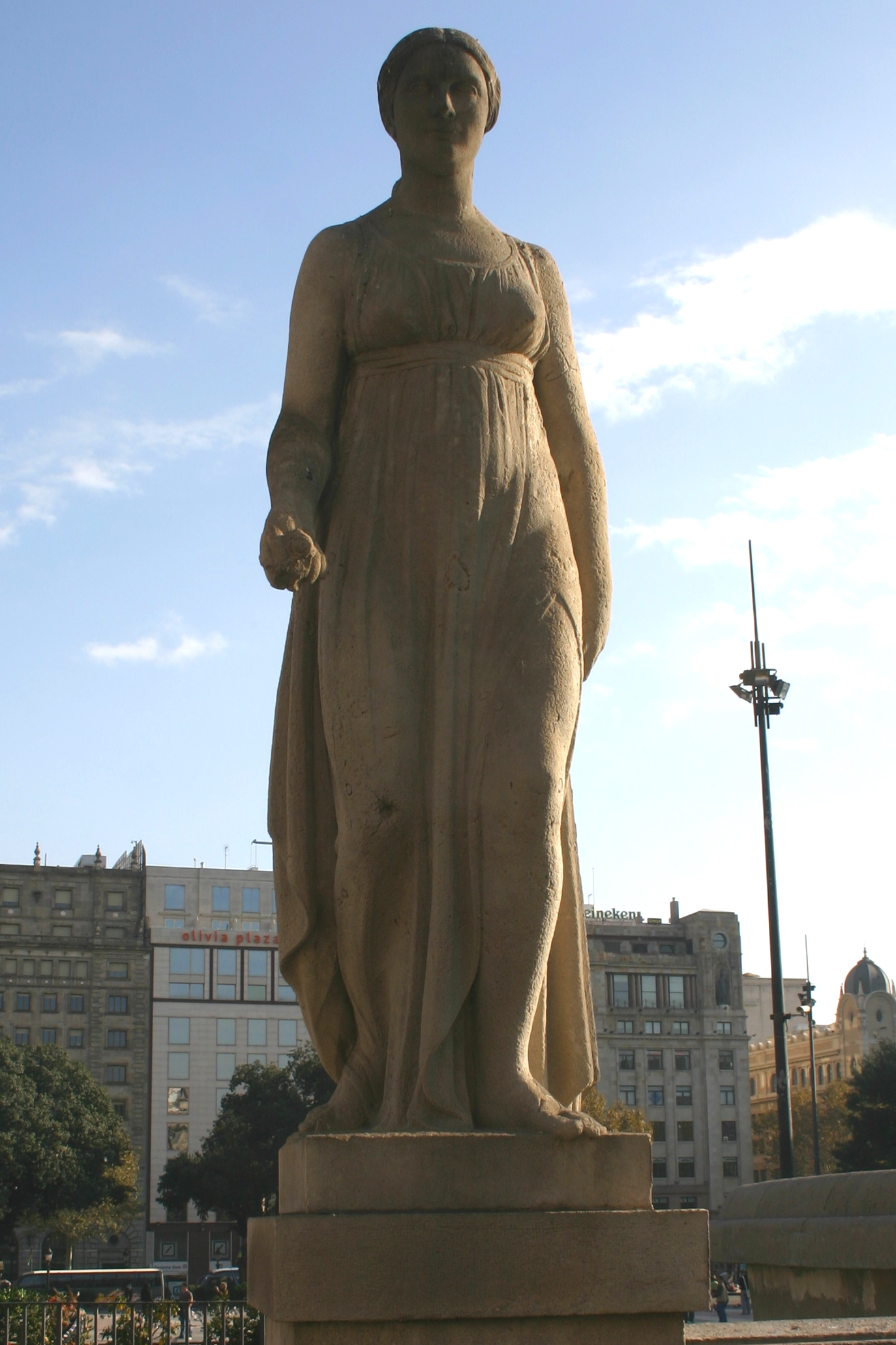
Noia a la Plaça de Catalunya

Josep Dunyach i Sala (Barcelona, 10 de juny de 1886 – Barcelona, 20 de juny de 1957) fou un escultor català.

## Biografia
Josep Dunyach va néixer al Passeig de Gràcia de Barcelona, fill de Jaume Dunyach i Pou, de Lledó d'Empordà, i d'Àngela Sala i Masaguer, de Torroella de Montgrí.
Es formà a l'Escola Llotja de Barcelona i al taller d'Eusebi Arnau. Durant vint anys, va residir a París, on la seva escultura fou influïda per les obres de Rodin i especialment de Maillol. Retornà a Barcelona l'any 1927, on formà part de la societat de Les Arts i els Artistes. Va ser un gran retratista, amb un estil plenament mediterrani.
Es va casar amb Dolors Archs i Delmas l'any 1922 i, els anys 1924 i 1929, tingueren dos fills, Jaume i Jordi.
Entre els seus aprenents tingué entre d'altres Antoni Casamor.
Participà a diverses exposicions i la Biennal de Venècia de l'any 1930. Obtingué la medalla de plata a l'Exposició Internacional de 1929 de Barcelona.
Va morir l'any 1957 a Barcelona, després d'una llarga malaltia.

## Obres
- 1919-1947 Diverses escultures del Jardí de la Fundació Julio Muñoz Ramonet
- 1925. Nena del gos
- 1928. Noia a la Plaça de Catalunya
- 1931. Monument a Pere Codina i Vilà. Barcelona.[7]
- 1936. Monument a Domènec Martí i Julià. Barcelona
- La sandàlia
- Retrat de Josep Pla (ca. 1925)
- Retrat de Xavier Nogués
- Retrat de Pompeu Fabra